# Feldmarschallleutnant

Rangabzeichen eines Feldmarschallleutnants der k.u.k. Armee

Feldmarschallleutnant, früher gelegentlich Feldmarschall-Leutnant geschrieben, abgekürzt FML (historisch auch Feldmarschall-Lieutenant, in Verlautbarungen der k.u.k. Militäradministratur ab 1867 von Amts wegen stets Feldmarschalleutnant) war ein militärischer Dienstgrad. Er kam gleichzeitig mit dem des Feldmarschalls im 17. Jahrhundert auf. Der Kriegsherr pflegte einem Feldmarschall einen „Untermarschall“ oder „Lieutenant“ beizugeben, der den Feldmarschall zu unterstützen und zu vertreten hatte. Zu seinen Pflichten gehörten u. a. die Aufsicht über Proviantplätze und -straßen, die Kontrolle der Wachen usw.

## Entwicklung

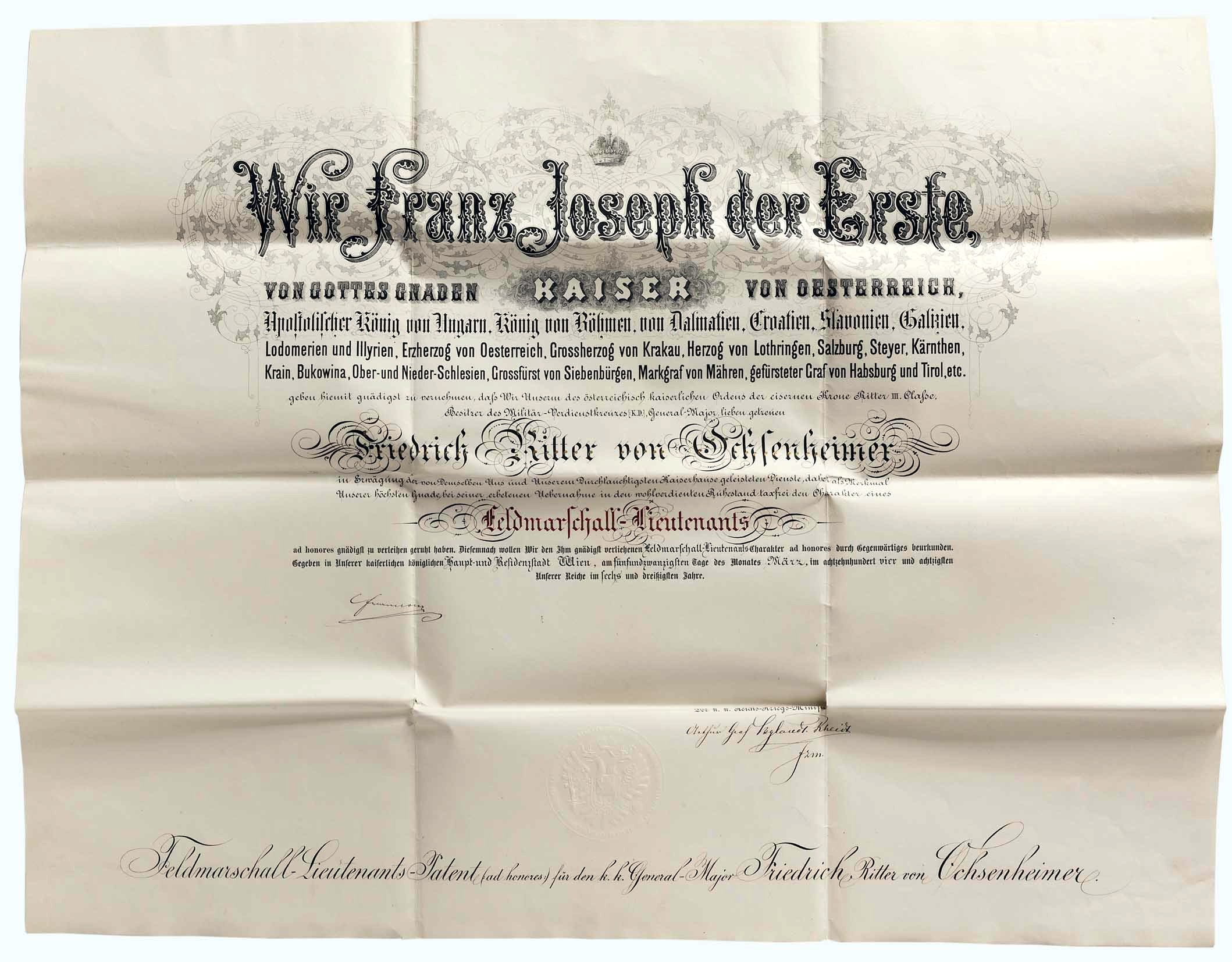
Ernennungsurkunde für Friedrich von Ochsenheimer zum Feldmarschalleutnant ad honores, 1884

Der Rang wurde in der kaiserlich-habsburgischen Armee des Heiligen Römischen Reichs vom 17. Jahrhundert bis 1806, im Heer des Kaisertums Österreich 1804–1866 und in den Österreich-Ungarischen Landstreitkräften 1867–1918 verwendet. Er war der zweitniederste Generalsdienstgrad, nur der Generalwachtmeister bzw. der Generalmajor rangierte unter ihm. Ihm vorgesetzt waren der Feldzeugmeister (Artillerie, bis 1908 auch Infanterie), der General der Infanterie (seit 1908) und der General der Kavallerie. An der Spitze der Hierarchie stand der Feldmarschall, dem seit 1915 der neue Dienstgrad Generaloberst direkt nachgeordnet war.
Der Rang in der k.u.k. Armee Österreich-Ungarns entsprach dem Generalleutnant der Preußischen Armee. Der Feldmarschalleutnant führte meistens als Kommandeur den Befehl über eine Truppendivision, ab 1917 Division.

Generaloberstabsarzt Joseph Kerzl, 1912

Sanitätsoffiziere im Rang eines Feldmarschallleutnants trugen in den Landstreitkräften Österreich-Ungarns den Dienstgrad eines Generaloberstabsarztes.
In Österreich wurde der Rang nach 1918 durch den Oberbefehlshaber der Volkswehr (bis 1919) (weiter) geführt (Adolf Boog war bereits k.u.k. Feldmarschalleutnant, als er Oberbefehlshaber der Volkswehr wurde). Im Bundesheer der Ersten Republik wurden 1920 die deutschen Dienstgrade und Rangabzeichen eingeführt. Erst im Juli 1933 wurden auf Anordnung des Dollfuß-Regimes Dienstränge, Abzeichen und Uniformen österreichischer Tradition und damit auch der Feldmarschalleutnant wieder eingeführt und bestanden bis 1938.

## Sonstiges
- Feldmarschallleutnanten stand bei der Anrede das Prädikat „Exzellenz“ zu.
- Seit der Rechtschreibreform von 1996 wird die Schreibweise Feldmarschallleutnant (mit drei l) verwendet.

In der ungarischen Armee bestand der Dienstgrad unter seinem ungarischen Namen Altábornagy fort. Er wird dort als der zweithöchste Generalsrang bis heute verwendet und entspricht dem Generalleutnant (OF-8).